# Taiwans riksvapen
Taiwans riksvapen heter officiellt Republiken Kinas riksvapen. Solen är det tidigare statsbärande Guomindang-partiets officiella symbol. Den vita färgen symboliserar hederlighet och broderskap och det blå jämlikhet och rättvisa.